# Onthophagus adspersus
Onthophagus adspersus là một loài bọ cánh cứng trong họ Bọ hung (Scarabaeidae).